# Ich ruf zu dir, Herr Jesu Christ
Ich ruf zu dir, Herr Jesu Christ ist ein lutherisches Kirchenlied aus der Reformationszeit. Der Text wird Johannes Agricola zugeschrieben; lange galt er als Werk von Paul Speratus. Der Komponist der Melodieⓘ ist unbekannt; sie erschien erstmals, zusammen mit dem Erstdruck des Textes, in einer Hagenauer Liedersammlung von 1526/27. Im Evangelischen Gesangbuch steht das Lied unter der Rubrik Rechtfertigung und Zuversicht (Nr. 343).

## Form
Die Strophenform ist einmalig, sie begegnet bei keinem anderen Lied. Jede Strophe besteht aus acht jambischen und einer trochäischen Zeile (der siebten). Das metrische Schema ist:
ja4mja3wja4mja3wja4mja3wtr2wja3mja3w
Das Reimschema ist [ababcddcd].
Auffällig ist, dass in den älteren Drucken das Reimschema nicht in allen Strophen durchgehalten, in der EG-Fassung jedoch überall hergestellt ist.

## Inhalt
Die fünf Strophen sind das Gebet eines Einzelnen zu Jesus Christus. Leben gemäß dem Wort Jesu (Strophe 1), Bewahrung in der Hoffnung bis zur Todesstunde (Strophe 2), Vergebung, Kraft zum Vergeben und Stärkung im Unglück (Strophe 3), beständiges Vertrauen auf die unverdienbare göttliche Gnade (Strophe 4) und Schutz in Versuchung und Anfechtung (Strophe 5) sind die Inhalte der Bitte. Das Gebet schließt mit dem Bekenntnis: „Ich weiß, du wirst’s nicht lassen.“

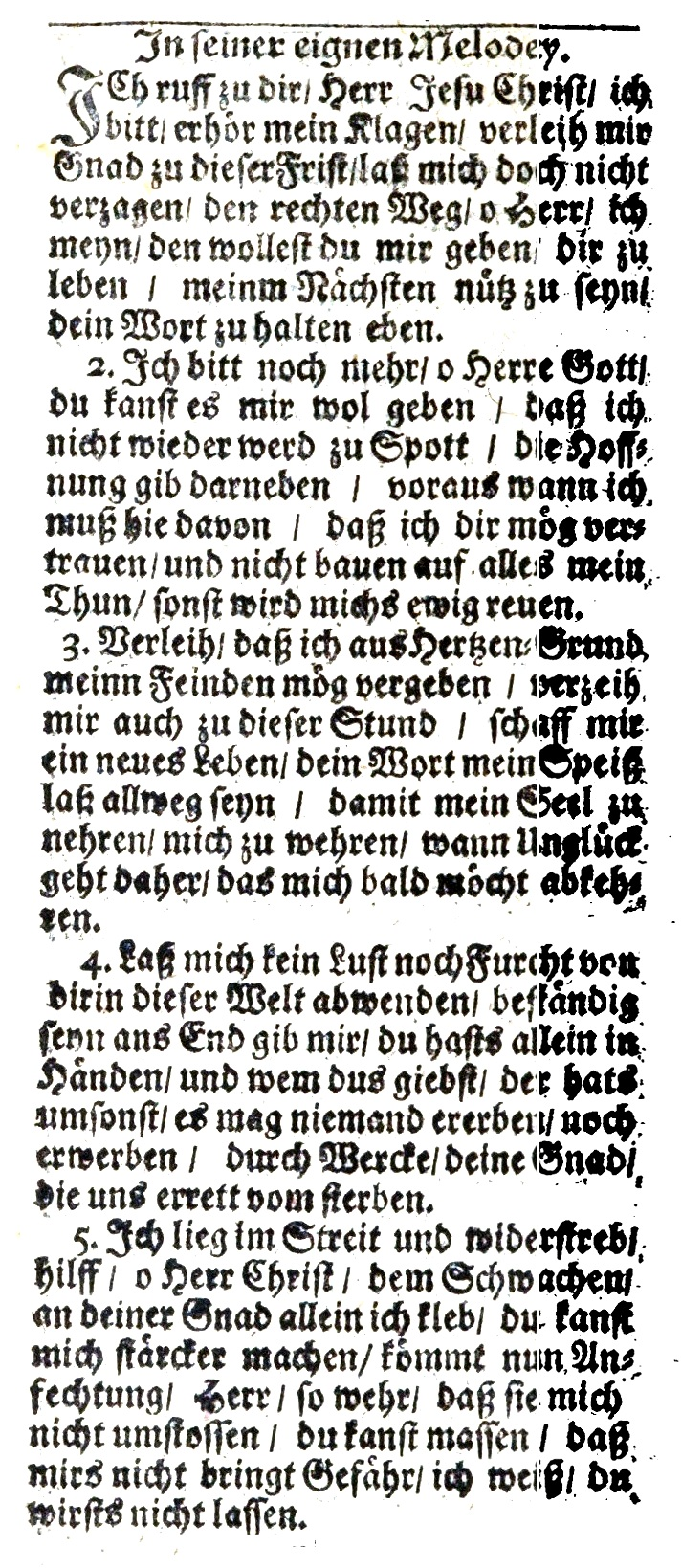
Ich ruf zu dir, Herr Jesu Christ in einem brandenburgischen Gesangbuch von 1699

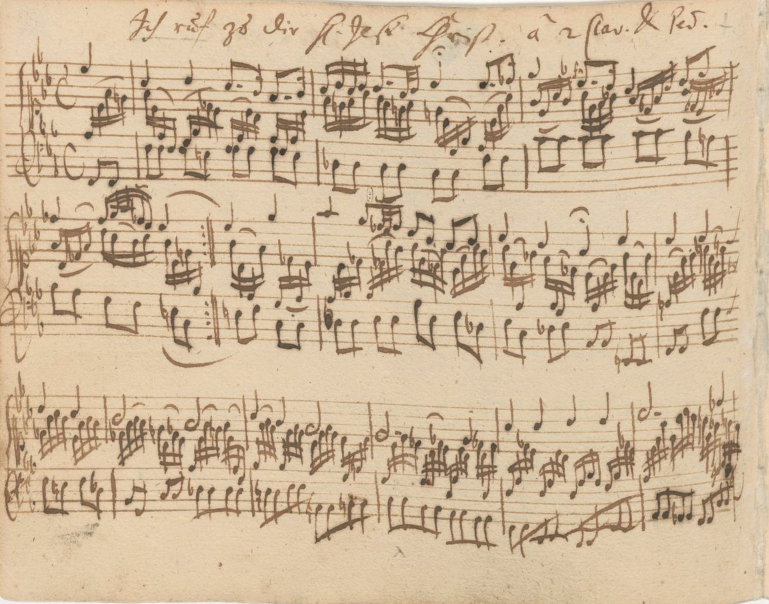
Autograph von J. S. Bachs Orgelbearbeitung BWV 639

## Heutiger Text
1. Ich ruf zu dir, Herr Jesu Christ,

ich bitt, erhör mein Klagen;

verleih mir Gnad zu dieser Frist,

lass mich doch nicht verzagen.

Den rechten Glauben, Herr, ich mein,

den wollest du mir geben,

dir zu leben,

meim Nächsten nütz zu sein,

dein Wort zu halten eben.

2. Ich bitt noch mehr, o Herre Gott –

du kannst es mir wohl geben –,

dass ich nicht wieder werd zu Spott;

die Hoffnung gib daneben;

voraus, wenn ich muss hier davon,

dass ich dir mög vertrauen

und nicht bauen

auf all mein eigen Tun,

sonst wird’s mich ewig reuen.

3. Verleih, dass ich aus Herzensgrund

den Feinden mög vergeben;

verzeih mir auch zu dieser Stund,

schaff mir ein neues Leben;

dein Wort mein Speis lass allweg sein,

damit mein Seel zu nähren,

mich zu wehren,

wenn Unglück schlägt herein,

das mich bald möcht verkehren.

4. Lass mich kein Lust noch Furcht von dir

in dieser Welt abwenden;

beständig sein ans End gib mir,

du hast’s allein in Händen;

und wem du’s gibst, der hat’s umsonst,

es mag niemand erwerben

noch ererben

durch Werke deine Gunst,

die uns errett’ vom Sterben.

5. Ich lieg im Streit und widerstreb,

hilf, o Herr Christ, dem Schwachen;

an deiner Gnad allein ich kleb,

du kannst mich stärker machen.

Kommt nun Anfechtung her, so wehr,

dass sie mich nicht umstoße;

du kannst machen,

dass mir’s nicht bringt Gefähr.

Ich weiß, du wirst’s nicht lassen.

## Melodie und Bearbeitungen
Die ruhige, weitgehend syllabische Melodie scheint für den Text komponiert zu sein. Der dorische Modus ist durch zweimalige Berührung des ‘b’ – besonders ausdrucksvoll auf „Klagen“ und „verzagen“ in Strophe 1 – an d-Moll angenähert und hellt sich in den Zeilen 5 und 8 nach F-Dur auf.
Entsprechend seiner einstigen Bedeutung ist das Lied im Barock vielfach bearbeitet worden, z. B. von Dietrich Buxtehude (BuxWV 196), Johann Pachelbel (mehrere) und Jan Pieterszoon Sweelinck. Johann Sebastian Bach legte den vollständigen Text seiner gleichnamigen Choralkantate BWV 177 zugrunde. Seine expressiv harmonisierte dreistimmige f-Moll-Bearbeitung im Orgelbüchlein (BWV 639ⓘ) war ein Lieblingsstück der Romantik und gehört bis heute zu den Favoriten der Orgelschüler und Konzertprogramme. Auch in dem Film Solaris von Andrei Tarkowski von 1972 findet die Orgelversion in einer romantisierenden Szene der Schwerelosigkeit Verwendung.